# David Menkes
David Menkes (Madrid, 1963) és un director de cinema i guionista espanyol. Ha rodat diverses de les seves pel·lícules al costat d'Alfonso Albacete com en el cas de Más que amor, frenesí o Mentiras y gordas.

## Història
Va néixer a Madrid l'any 1963. Criat en una família dedicada al cinema, el seu pare Samuel Menkes era productor de cinema de pel·lícules com Calle Mayor de Juan Antonio Bardem (1956) o de la majoria de la filmografia de Marisol, i la seva madre editora de cinema.
Va passar per nombrosos llocs de treball, des de meritori fins a auxiliar de direcció en la majoria de produccions del seu pare.
Va començar a treballar al costat d'Alfonso Albacete com a auxiliars i ajudants de direcció en les pel·lícules que produïa el seu pare, aprenent el que més tard els portaria a prendre un camí com co-directors. Tots dos van estar als ordes de Juan Antonio Bardem en la sèrie per a TVE de Lorca, muerte de un poeta l'any 1987 com a Segona Unitat.

## Filmografia
- Por un puñado de besos (2014)
- Mentiras y gordas (2009)
- Entre vivir y soñar (2004)
- I love you, baby (2001)
- Sobreviviré (1999)
- Atómica (1998)
- Más que amor, frenesí (1996)

## Nominacions
Premi Goya
| Any  | Categoria              | Pel·lícula            | Resultat |
| ---- | ---------------------- | --------------------- | -------- |
| 1996 | Millor director novell | Más que amor, frenesí | Nominat  |